# Dům Zlatý klíč
Dům Zlatý klíč, původního názvu Goldener Schlüssel, někdy nazýván U Zlatého klíče, stojí v centru lázeňské části Karlových Varů v městské památkové zóně v Lázeňské ulici č. 21/3. Postaven byl v letech 1835–1836, později pak, 1889–1893, byla upravena fasáda.
Objekt byl prohlášen kulturní památkou, památkově chráněn je od 5. února 1964, rejstř. č. ÚSKP 17258/4-885.

## Historie
Dům s barvířským provozem byl poprvé zmíněn k roku 1759. Již v roce 1788 byl znám pod názvem Goldener Schlüssel (Zlatý klíč).
Nový dům postavil v letech 1835–1836 barvířský mistr Bernard Richter. Tento podnikavý muž zde vyráběl též karlovarskou sůl a později působil v Karlových Varech jako purkmistr.
Další majitelé Gustav a Karl Becher nechali v letech 1889–1893 upravit fasádu domu. Návrh v historizujícím stylu vypracoval karlovarský stavitel Konrád Eckle.

## Zajímavosti

### Karl David Becher
Karlovarský lázeňský lékař Karl David Becher vybudoval v domě soukromé muzeum, které obsahovalo bohatou regionální knihovnu, materiály pojednávající o Karlových Varech (karlovarensie) a sbírku uměleckých vazeb.

### Leopold Fleckles
V tomto domě měl svoji ordinaci karlovarský lázeňský lékař Leopold Fleckles. Za ním sem při svých léčebných pobytech docházel německý filozof Karl Marx. Později, v letech 1960–1990, zde bylo zřízeno Muzeum Karla Marxe, tehdy první muzeum tohoto jména na světě.

## Ze současnosti
Roku 1964 byl dům prohlášen kulturní památkou.
V současnosti (květen 2021) je dům evidován jako víceúčelová stavba v soukromém vlastnictví.

## Popis
Objekt se nachází v historické části města v Lázeňské ulici 21/3. 
Jedná se o řadový čtyřpodlažní dům o devíti osách, se střešní nástavbou. Přízemí bývalo otevřeno podloubím s rovnými překlady na pilířích obložených mramorem. Později byl prostor zaplněn obchody. Patra jsou bosována s představenými pilastry, přes které jsou položeny kordonové římsy. Okna prvního a druhého poschodí mají profilované rámy, doplněné trojúhelnými a půlkruhovými štítky na konzolách. Okna ve třetím poschodí mají rámy s ušima. Střešní pětiosá nástavba je oplechovaná.